# يباس (إب)

تعديل مصدري - تعديل

يباس محلة تابعة لقرية فروع، التابعة لعزلة المقاطن بمديرية إب إحدى مديريات محافظة إب في الجمهورية اليمنية.، بلغ تعداد سكانها 21 حسب تعداد اليمن لعام 2004.